# Magdelín Martínez
Magdelín Martínez Castillo (* 10. Februar 1976 in Camagüey) ist eine ehemalige italienische Dreispringerin kubanischer Herkunft.
Zunächst für Kuba startend gewann sie 1999 bei den Panamerikanischen Spielen in Winnipeg mit einer Weite von 13,98 m die Bronzemedaille. Im selben Jahr heiratete sie den Italiener Giuseppe Piccotti.
Bei den Leichtathletik-Weltmeisterschaften 2001 in Edmonton startete sie bereits für Italien. Die italienische Staatsbürgerschaft hatte sie erst am 4. August erhalten, nur sechs Tage, bevor der Dreisprungwettbewerb stattfand, in dem sie mit 14,52 m den vierten Platz belegte.
Nach einem sechsten Platz bei den Europameisterschaften 2002 in München und einem fünften Platz bei den Hallenweltmeisterschaften 2003 in Birmingham, feierte sie den größten Erfolg ihrer Karriere bei den Leichtathletik-Weltmeisterschaften 2003 in Paris/Saint-Denis. Sie gewann die Bronzemedaille und verbesserte dabei den italienischen Landesrekord zwischenzeitlich auf 14,90 m.
2004 wurde sie bei den Hallenweltmeisterschaften in Budapest Fünfte und bei den Olympischen Spielen in Athen Siebte. 2005 holte sie bei den Halleneuropameisterschaften in Madrid die Silbermedaille  mit einer Weite von 14,54 m. Bei den Leichtathletik-Weltmeisterschaften 2005 in Helsinki belegte sie den achten Platz. Nachdem sie sich bei den Europameisterschaften 2006 in Göteborg nicht in den Finaldurchgang einziehen konnte, wurde sie bei den Leichtathletik-Weltmeisterschaften 2007 in Osaka Sechste. Bei den Olympischen Spielen 2008 in Peking scheiterte sie in der Qualifikation.
Daneben wurde sie sechsmal Italienische Meisterin im Dreisprung, zweimal im Freien (2002, 2007) und viermal in der Halle (2003, 2005, 2008–2009). Mit einer Weite von 15,03 m hält sie den Landesrekord in dieser Disziplin.
Magdelín Martínez hatte bei einer Körpergröße von 1,78 m ein Wettkampfgewicht von 63 kg. Ihre letzten internationalen Wettbewerbe bestritt sie in der Saison 2010. Nach Beendigung ihrer aktiven Karriere wurde sie im August 2011 mit ihrem Sohn Alessandro erstmals Mutter.

## Bestleistungen
- Dreisprung: 15,03 m, 26. Juni 2004, Rom (italienischer Rekord)
  - Halle: 14,81 m, 5. März 2004, Budapest (italienischer Rekord)
- Weitsprung: 6,67 m, 5. September 2004, Rieti